# Cybaeus aikana
Espèce
Cybaeus aikana est une espèce d'araignées aranéomorphes de la famille des Cybaeidae.

## Distribution
Cette espèce est endémique de l'archipel Nansei au Japon. Elle se rencontre sur Amami Ō-shima.

## Description
La carapace du mâle holotype mesure 1,78 mm de long sur 1,13 mm et l'abdomen 1,50 mm de long sur 1,36 mm et la carapace de la femelle paratype mesure 1,64 mm de long sur 1,05 mm et l'abdomen 1,88 mm de long sur 1,42 mm.

## Publication originale
- Ihara, Koike & Nakano, 2021 : « Integrative taxonomy reveals multiple lineages of the spider genus Cybaeus endemic to the Ryukyu Islands, Japan (Arachnida: Araneae: Cybaeidae). » Invertebrate Systematics, vol. 35, no 2, p. 216-254.